# Club Deportivo Unión San Felipe
O Club de Deportes Unión San Felipe é um clube de futebol chileno localizado na cidade de San Felipe, na Região de Valparaíso. Seu maior rival é o Trasandino de Los Andes. Atualmente disputa a segunda divisão do Campeonato Chileno (Primeira B).

## História
O Unión San Felipe foi fundado em 16 de outubro de 1956, após a união das equipes amadoras Tarcísio e Internacional. Estreou na segunda divisão em 1958 e, três anos depois, já conseguiu o acesso ao Campeonato Chileno de 1962. Foi rebaixado em 1968, mas logo em 1970 ganhou a Primeira B e em 1971 ganhou o Campeonato Chileno, sendo a única equipe chilena a ganhar em um ano a segunda divisão e logo no ano seguinte a primeira divisão. Essa conquista lhe rendeu uma histórica vaga na Copa Libertadores de 1972, na qual foi eliminado na fase de grupos, terminando em último lugar de seu grupo com 4 pontos.
Em 1974, foi rebaixado novamente, e a partir desse ano tornou-se uma daquelas clássicas equipes chilenas que ficam intercalando entre a primeira e a segunda divisão, estando mais na segunda categoria. Em 2009, ganhou pela terceira vez a Segunda Divisão Chilena, além de que no mesmo conquistou uma das suas maiores conquistas, a Copa Chile de 2009. Logo, participou da Copa Sul-Americana de 2010, na qual até passou da segunda fase pelo Guaraní do Paraguai, mas acabou eliminado nas oitavas pela Liga de Quito com um placar agregado de 8-5.

## Títulos
| NACIONAIS | NACIONAIS                       | NACIONAIS | NACIONAIS         |
|           | Competição                      | Títulos   | Temporadas        |
| --------- | ------------------------------- | --------- | ----------------- |
|           | Campeonato Chileno              | 1         | 1971              |
|           | Copa Chile                      | 1         | 2009              |
|           | Campeonato Chileno - 2ª divisão | 3         | 1970, 2000 e 2009 |

## Sedes e estádios

### Municipal de San Felipe
O clube manda seus jogos no Estádio Municipal de San Felipe, que tem capacidade para pouco mais de 10 mil pessoas, apesar de a capacidade permitida atualmente ser de aproximadamente 4 mil pessoas.